# Wings of Tomorrow
Wings of Tomorrow je drugi studijski album švedskog heavy metal sastava Europe. Album je 24. veljače 1984. godine objavila diskografska kuća Hot Records.

## Popis pjesama
| 1.    | »Stormwind«              | Joey Tempest          | 4:31 |
| 2.    | »Scream of Anger«        | Tempest, Marcel Jacob | 4:06 |
| 3.    | »Open Your Heart«        | Tempest               | 4:10 |
| 4.    | »Treated Bad Again«      | Tempest               | 3:46 |
| 5.    | »Aphasia« (instrumental) | John Norum            | 2:32 |
| 6.    | »Wings of Tomorrow«      | Tempest               | 3:59 |
| 7.    | »Wasted Time«            | Tempest               | 4:10 |
| 8.    | »Lyin' Eyes«             | Tempest               | 3:47 |
| 9.    | »Dreamer«                | Tempest               | 4:28 |
| 10.   | »Dance the Night Away«   | Tempest               | 3:35 |
| 38:49 |                          |                       |      |

## Osoblje
Europe
- Joey Tempest — vokali, akustična gitara, klavijature
- John Norum — gitara, prateći vokali
- John Levén — bas-gitara
- Tony Reno — bubnjevi